# Chéri Samba
Chéri Samba (Kinto M'Vuila, 1956) è un artista e pittore della Repubblica Democratica del Congo.

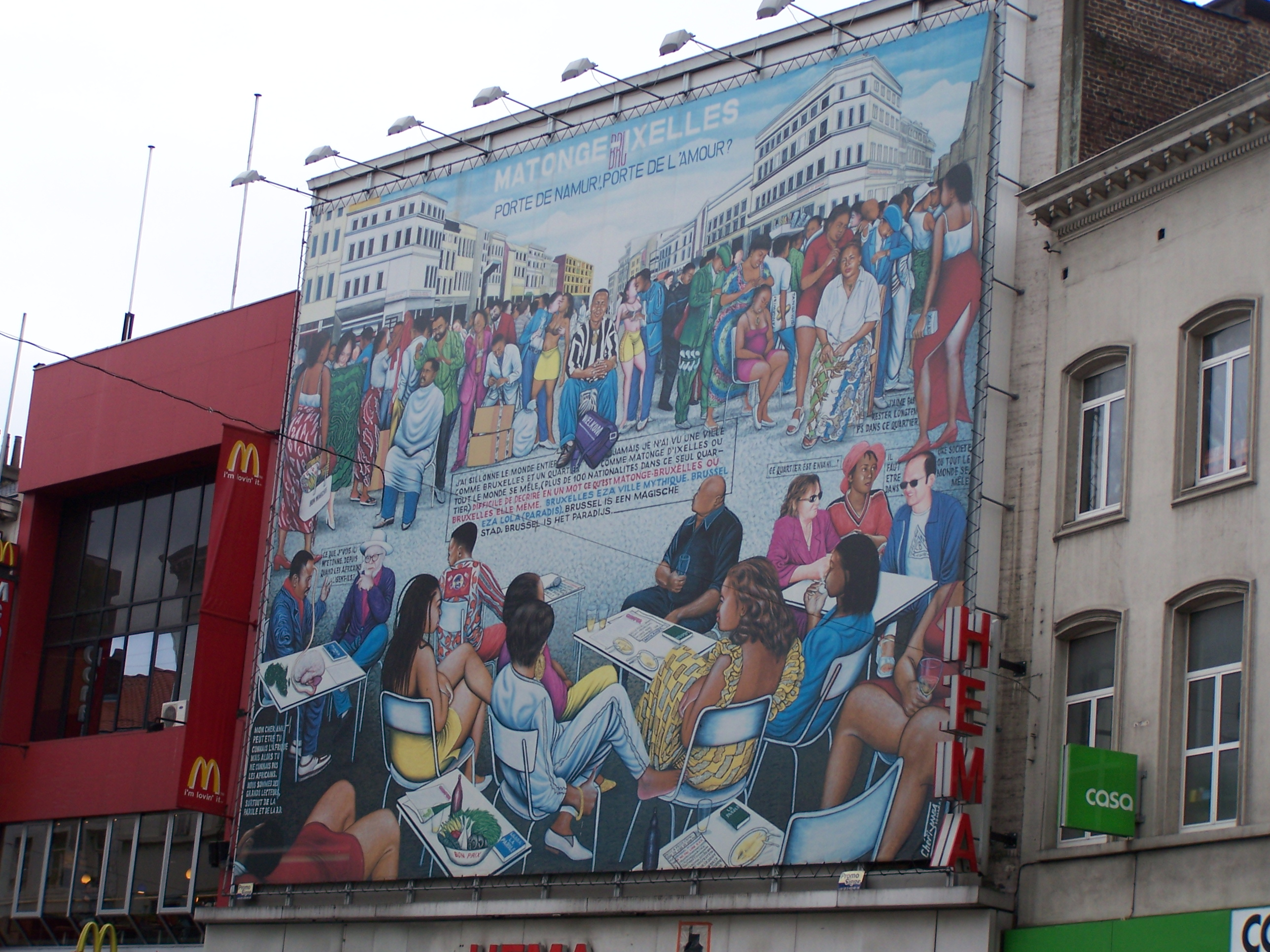
Porte de Namur, porte de l'amour?, nei pressi della Porta di Namur, a Bruxelles (2006)

È uno degli artisti contemporanei africani più noti, con il suo lavoro nelle collezioni del Centre Pompidou di Parigi, del Museum of Modern Art di New York e della Collezione Jean Pigozzi. Le sue opere includono testi in francese e in lingala e raccontano la vita in Africa e nel mondo moderno. Chéri Samba vive a Kinshasa e Parigi.

## Biografia
Chéri Samba o Samba wa Mbimba N'zingo Nuni Masi Ndo Mbasi è nato a Kinto M'Vuila, nella Repubblica Democratica del Congo, il 30 dicembre 1956. All'età di 16 anni si è trasferito a Kinshasa, dove è entrato in contatto con artisti congolesi, guadagnandosi da vivere come autore di pubblicità.
Nel 1975 ha aperto un proprio studio e iniziato la collaborazione di illustratore e di autore di fumetti per la rivista Bilenge Info, e ha utilizzato gli stili di entrambi i generi quando ha iniziato a realizzare i suoi dipinti su tela di sacco (meno costosa della tela). Ha preso in prestito l'uso delle "nuvolette di parole" dall'arte dei fumetti, che gli ha permesso di aggiungere non solo narrativa ma anche commenti alle sue composizioni, conferendogli così il suo caratteristico stile di combinare pittura e testo.
Nel 1979 ha partecipa alla mostra Moderne Kunst aus Afrika, organizzata a Berlino Ovest. La mostra faceva parte del programma del primo festival Horizonte - Festival der Weltkulturen.
Chéri Samba è la figura centrale nel documentario Kin Kiesse del 1982, nel quale esprime i suoi pensieri sulla vita a Kinshasa.
Secondo il regista Mwezé Ngangura, Samba è stato determinante nella realizzazione del documentario, convincendo il Ministero francese della cooperazione, France 2 e Radio-Télévision nationale congolaise che Ngangura avrebbe potuto realizzare un film su Kinshasa.
In occidente si è fatto conoscere grazie alla mostra collettiva Magiciens de la Terre, al Centro Georges Pompidou di Parigi nel 1989.
Nel 2004 ha tenuto una personale alla Fondation Cartier e nel 2004-2007 è stato ra gli artisti di Africa Remix, mostra itinerante nei principali musei del mondo.
Nel 2007 è stato invitato alla 52ª Biennale Arte di Venezia.

## Tematiche
Chéri Samba tratta temi legati alla sua terra: i costumi, la corruzione politica, il dramma dell'aids, la prostituzione, le leggende popolari.
Chéri Samba definisce se stesso "L'uomo di Kinshasa" e ha dichiarato: «Io credo che l'artista non possa limitarsi. Io dipingo per l'umanità, dipingo per tutti. È vero, non posso metterci tutte le lingue che si parlano nel mondo ma non dipingo sempre solo per gli africani. Posso trarre ispirazione dall'Africa per qualcosa che riguarda anche gli europei».

## Riconoscimenti
- 2005 – Premio Prince Claus, Paesi Bassi.[13]